# Cerdia virescens
Cerdia virescens là loài thực vật có hoa thuộc họ Cẩm chướng. Loài này được Moç. & Sessé ex DC. mô tả khoa học đầu tiên năm 1828.